# Queenie Smith
Queenie Smith (8 de septiembre de 1898 – 5 de agosto de 1978) fue una actriz de teatro, televisión, y cine estadounidense. En su vida posterior se convirtió en agente de talentos. El público actual quizá la conozca mejor por sus papeles de bella sureña en la película Mississippi (1935), protagonizada por W. C. Fields y Bing Crosby, y en el musical Show Boat (1936), protagonizado por Irene Dunne y Allan Jones; su papel como esposa de Jimmy Durante en la clásica película navideña The Great Rupert (1950); y por sus apariciones como la casera irlandesa de The Bowery Boys (1956–57).

## Vida y carrera
Smith nació en Texas. Su familia se mudó de Texas a Nueva York poco antes de que Smith comenzara a estudiar en la escuela de ballet de la Metropolitan Opera Comenzó muy pronto, formándose en ballet y danza, y pasó su adolescencia actuando como bailarina con la Metropolitan Opera Company en óperas como Aida, La Traviata y Faust.[cita requerida] En la década de 1920, apareció en Broadway en espectáculos como Helen of Troy, New York (1923), Sitting Pretty (1924) y The Street Singer (1929),. Su última aparición en Broadway fue en 1934, en una representación de dos meses de la obra Every Thursday.
Viajó al oeste para probar suerte en el cine. Después de aparecer en el musical Masks and Memories (1934) de Lillian Roth, fue elegida para interpretar a una artista de barco en Mississippi. Coprotagonizó la versión cinematográfica de Universal Pictures de 1936 de Show Boat, de Jerome Kern, interpretando a Ellie May Chipley. Smith sustituyó a la actriz teatral Eva Puck, que había interpretado a Chipley en el estreno de 1927 y en la reposición de 1932 de Show Boat.
Aparte de una única película en 1939, no volvió a aparecer en la gran pantalla hasta 1946, cuando comenzó a interpretar papeles secundarios en el cine y, más tarde, en la televisión. Apareció como invitada en muchos programas de televisión, normalmente interpretando a ancianas luchadoras, en The Hardy Boys/Nancy Drew Mysteries, A.E.S. Hudson Street, Rhoda, Dawn: Portrait of a Teenage Runaway, Barney Miller, Mother, Jugs & Speed, Chico and the Man, McMillan & Wife, Love American Style, The Waltons, Here's Lucy, The Funny Side, Hawaii Five-O, The Monkees, The Odd Couple, The Love Boat, Maude, y Little House on the Prairie (en un papel recurrente como Mrs. Whipple).
Smith fue profesora y mentora de muchos jóvenes actores. Enseñó en la Hollywood Professional School y fue directora del programa de formación del Melodyland Theater de Anaheim, California, durante la década de 1960. También fundó una agencia de talentos.
Trabajó hasta el año de su muerte, siendo su último papel el de Elsie en la película Foul Play, protagonizada por Chevy Chase y Goldie Hawn (1978). Murió de cáncer a los 79 años.[cita requerida]

## Filmografía parcial
| - John Halifax, Gentleman (1915) – Papel menor (sin acreditar) - Mississippi (1935) – Alabam - Special Agent K-7 (1936) – Ollie O'Dea - Show Boat (1936) – Elly May Chipley - On Your Toes (1939) – Mrs. Dolan - From This Day Forward (1946) – Mrs. Beesley - The Killers (1946) – Mary Ellen 'Queenie' Daugherty (sin acreditar) - Nocturne (1946) – Queenie - The Long Night (1947) – Mrs. Tully - Sleep, My Love (1948) – Mrs. Grace Vernay - The Snake Pit (1948) – Lola - Massacre River (1949) – Mrs. Johanssen - The Great Rupert (1950) – Mrs. Amendola - Caged (1950) – Mrs. Warren – madre de Marie (sin acreditar) - Union Station (1950) – casera (sin acreditar) - Prisoners in Petticoats (1950) – Beatrice - Emergency Wedding (1950) – Rose – sirvienta del Reno Hotel (sin acreditar) | - Belle Le Grand (1951) – Anna (sin acreditar) - The First Legion (1951) – Henrietta - When Worlds Collide (1951) – Matrona con cigarrillo (sin acreditar) - The Greatest Show on Earth (1952) – Espectatora (sin acreditar) - My Sister Eileen (1955) – Alice – secretaria de Baker (sin acreditar) - Fighting Trouble (1956) – Miss Kate Kelly - You Can't Run Away from It (1956) – Anciana - Hot Shots (1956) – Mrs. Kate Kelly - Hold That Hypnotist (1957) – Kate Kelly - Sweet Smell of Success (1957) – Mildred Tam (sin acreditar) - The Legend of Lylah Clare (1968) – Peluquera - The Day of the Locust (1975) – Palsied Lady - Hustle (1975) – Cliente #1 - Mother, Jugs & Speed (1976) – (sin acreditar) - Invisible Strangler (1978) – casera de Darlene - The End (1978) – Señora mayor en el auto - Foul Play (1978) – Elsie (último papel cinematográfico) |

## Televisión
| Año  | Título      | Papel        | Notas                 |
| ---- | ----------- | ------------ | --------------------- |
| 1967 | The Monkees | Mrs. Filchok | T2:E4, "Monkee Mayor" |

Interpretó a Mrs Whipple en el Little House on the Prairie.